# Seleção Uruguaia de Futebol
A Seleção Uruguaia de Futebol representa o Uruguai nas competições de futebol da CONMEBOL e FIFA. É gerida pela Asociación Uruguaya de Fútbol, a AUF.
É conhecida como A Celeste desde seu primeiro triunfo em Montevidéu, em 15 de agosto de 1910 por 3 a 1, na primeira partida em que utilizou sua camiseta celeste, adotada como emblema nacional em reconhecimento ao triunfo que pouco antes havia conseguido o River uruguaio ante o poderoso Alumni portenho por 2 a 1 com essas mesmas cores.
Foi a primeira seleção, junto à Argentina, a jogar uma partida internacional fora das Ilhas Britânicas, em 20 de julho de 1902 em Montevidéu quando acabou sendo goleada pela Argentina por 6 a 0. Em 1903 veio a primeira vitória sendo um 3 a 2 sobre a Argentina
Possui uma das mais gloriosas histórias do futebol mundial, tendo conquistado um total de 19 títulos oficiais, tendo vencido as primeiras competições oficiais de alcance mundial - os torneios olímpicos de futebol de 1924 e 1928 - que lhe deram o apelido de Celeste Olímpica - e a primeira Copa do Mundo, da qual foi o país-sede. Também venceu a edição de 1950, no Brasil, derrotando os donos da casa no episódio conhecido como Maracanazo. O Uruguai também é o recordista de títulos da Copa América, sendo a última em 2011 - foram 15 títulos, incluindo aí a primeira edição do torneio, realizada em 1916. É uma das grandes seleções do futebol mundial, sendo uma das oito campeãs mundiais e destas uma das seis que tem mais de um título, sendo bicampeã da Copa do Mundo e considerada tetracampeã mundial - e por isso ostenta quatro estrelas em seu escudo - já que os 2 dois torneios olímpicos conquistados antes da Copa de 1930 eram acreditados como "campeonatos mundiais" também pela FIFA. Até a Copa do Mundo de 2018, o Uruguai já havia se classificado para 13 edições da Copa do Mundo (1930, 1950, 1954, 1962, 1966, 1970, 1974, 1986, 1990,  2002, 2010, 2014 e 2018), o que faz dela a terceira Seleção da América do Sul com mais participações em Copas do Mundo, atrás somente do Brasil e da Argentina.
Contando-se somente as conquistas de Seleções principais, o Uruguai é a Seleção mais laureada na história do futebol mundial, com 19 títulos oficiais reconhecidos pela FIFA.
As conquistas da Seleção Uruguaia tornam-se ainda mais impressionantes pelo fato de que o país tem uma população muito pequena de cerca de 3,4 milhões de habitantes (estimativa de 2011). Desta forma, o Uruguai é de longe o menor país do mundo a ter conquistado a Copa do Mundo em termos de população: 1,75 milhão de habitantes em 1930. Apenas seis países membros da FIFA com população atualmente menor do que a do Uruguai já se classificaram para qualquer Copa do Mundo: Irlanda do Norte (três vezes), Eslovênia (duas vezes), País de Gales, Jamaica, Trinidad e Tobago e Islândia. Depois de 1950 o Uruguai foi quarto lugar na Suíça em 1954 perdendo numa partida histórica para os Húngaros na semifinal. O Uruguai ficou fora da copa de 1958, mas disputou as edições de 1962, 1966, 1970 e 1974, sendo semifinalista em 1970 no  México quando perdeu uma semifinal histórica contra o Brasil de Pelé. Participou ainda das copas de 1986, 1990 e 2002 quando passou por fases de pouco prestigio em mundiais, porém foi semifinalista em 2010.

## História

### 1900 a 1929: O início

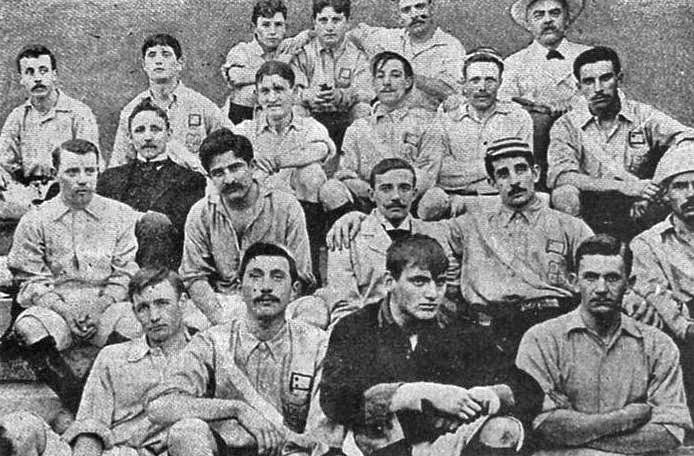
Seleção Uruguaia de 1903 em um amistoso contra a Argentina.

Historicamente o futebol tem sido um elemento fundamental no que se refere à aproximação da nacionalidade uruguaia e à projeção internacional da imagem do Uruguai como país, no começo do século XX.
A Seleção Uruguaia brilhava nos gramados da América do Sul, a equipe conquistou sua primeira Copa América em 1916 em solo argentino após empatar 0 a 0 contra os donos da casa. Um ano depois conquistaria o bicampeonato, dessa vez em casa, jogando no Parque central o Uruguai goleou seleções como Chile e Brasil ganhando por 4 a 0 dos brasileiros e faturando o título na final com gol de Héctor Scarone ganhando da Argentina por 1 a 0 na final. Em 1919 perdeu a final para o Brasil por 1 a 0, mas um ano depois conquistaria o tri, novamente em cima dos argentinos  porém massacrou o Brasil por 6 a 0 sendo esta sua maior vitória sobre a seleção Brasileira em todos os tempos.Como a Copa América era disputada de ano em ano até 1929 o Uruguai já tinha sido hexa, vencendo inclusive as edições que sediou o torneio.
Já em nível internacional, o Uruguai começou a brilhar, ao alcançar as medalhas douradas nos Jogos Olímpicos de 1924 e 1928. A Seleção Uruguaia deslumbrou na Europa com suas apresentações olímpicas e conquistou a admiração e o respeito do universo esportivo, colocando o futebol sul-americano no mais alto plano de consideração numa época em que o dito continente era ainda ignorado no mapa internacional do futebol. Durante 76 anos o Uruguai foi o único país sul-americano a ocupar o máximo posto olímpico, honra atualmente compartilhada com a Argentina (bicampeã em Atenas 2004 e Pequim 2008) e o Brasil (bicampeão na Rio 2016 e Tóquio 2020).
A FIFA entende a Seleção Uruguaia como tetracampeã mundial, reconhecendo os dois Jogos Olímpicos organizados pela entidade antes desta criar a Copa do Mundo e por isso o emblema uruguaio ostenta orgulhosamente as quatro estrelas.

### 1930-1970: Era de ouro

#### Copa do mundo de 1930

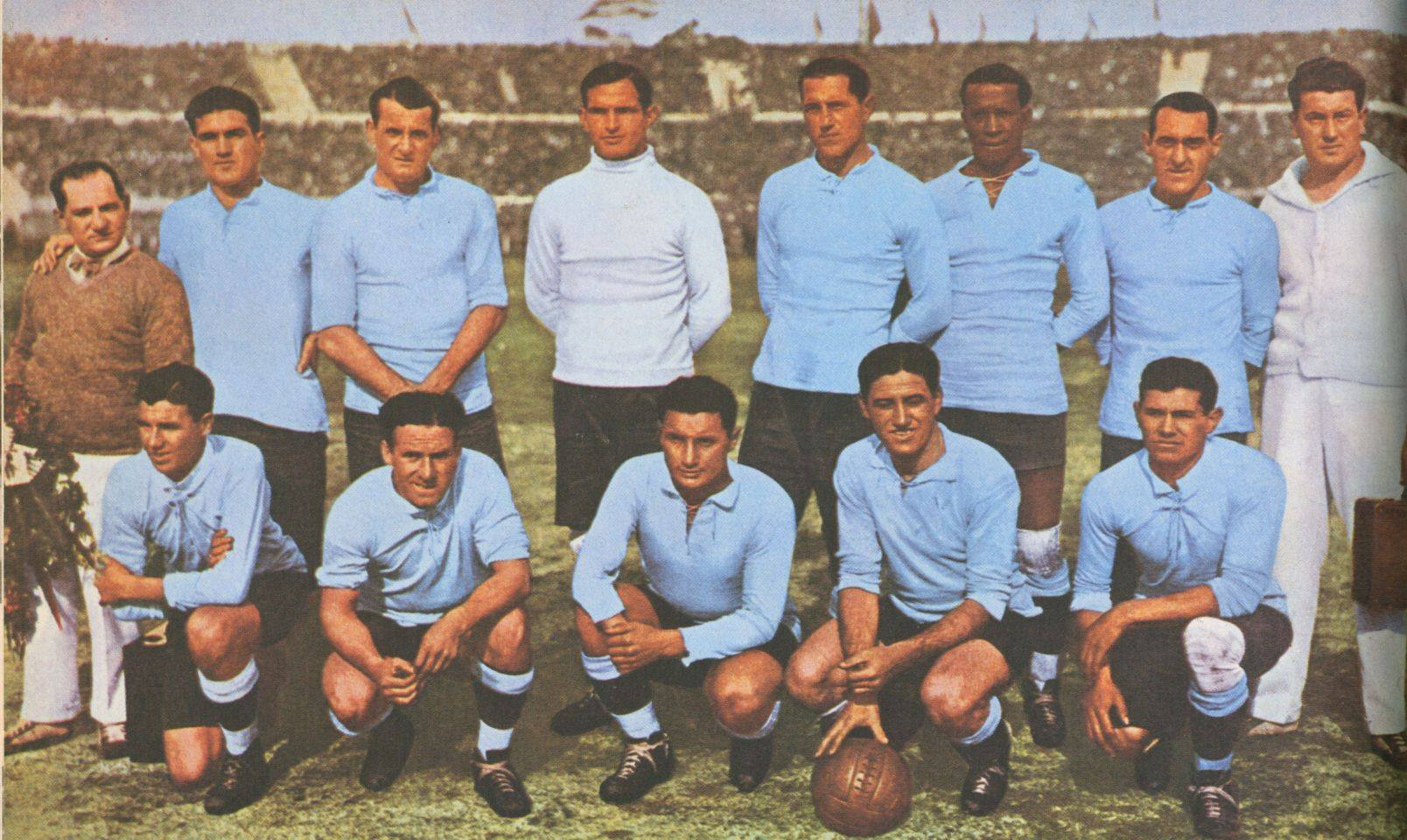
O time que derrotou a Argentina na final da Copa do Mundo da FIFA de 1930.

O Uruguai, como bicampeão olímpico, foi escolhido para celebrar o primeiro Mundial de Futebol em 1930. Para isto construíram o Estádio Centenário em homenagem aos 100 anos da independência do Uruguai. A celeste caiu no grupo 3, junto com Peru e Romênia. Venceu o 1º jogo contra o Peru por 1 a 0 com gol de Héctor Castro. Já na segunda partida aplicou uma goleada de 4 a 0 contra a Romênia, com gols de Dorado, Scarone, Peregrino Anselmo e Cea.
Nas semifinais enfrentou a Iugoslávia e aplicou uma goleada avassaladora de 6 a 1; com três gols de Cea, dois de Anselmo e um de Iriarte. Na final, enfrentou a Argentina. 93 mil pessoas viram a Celeste vencer os vizinhos por 4 a 2, com gols de Dorado, Cea, Iriarte e Castro tornando a Celeste a primeira campeã mundial de futebol.
Desse transcendental triunfo o escritor Juán Sasturain disse: "Os uruguaios levaram sempre consigo a glória e a desgraça de ter sido; os argentinos, por anos, a soberba maldição de crer-se o que nunca puderam demonstrar que foram".

#### Hepta e Octa da Copa América e o boicote às Copas de 1934 e 1938
Quatro anos depois da euforia de ter ganho a primeira Copa do Mundo, o Uruguai recusou-se a participar da Copa de 1934 em represália ao boicote europeu na edição anterior. Já em 1935, na Copa América sediada no Peru o Uruguai novamente venceu e conquistou o hepta em cima dos vizinhos argentinos.
Na Copa do Mundo FIFA de 1938, Jules Rimet, o criador da competição, convenceu a FIFA a sediar a competição na França, sua terra natal. Por isso, muitos países americanos, incluindo Argentina (a sede provável se o evento fosse na América do Sul), Colômbia, Costa Rica, El Salvador, México, Guiana Holandesa, Uruguai e os Estados Unidos desistiram ou se recusaram a entrar.
Em 1942, a Copa América voltou a ser realizada no Uruguai. A celeste conquistou o octacampeonato da competição após vencer a Argentina novamente. Até ali, já haviam acontecido 11 finais entre Uruguai e Argentina, sendo que o Uruguai conquistou oito dessas disputas.

#### Copa do Mundo de 1950 - Uruguai bicampeão do mundo e o "Maracanazo"

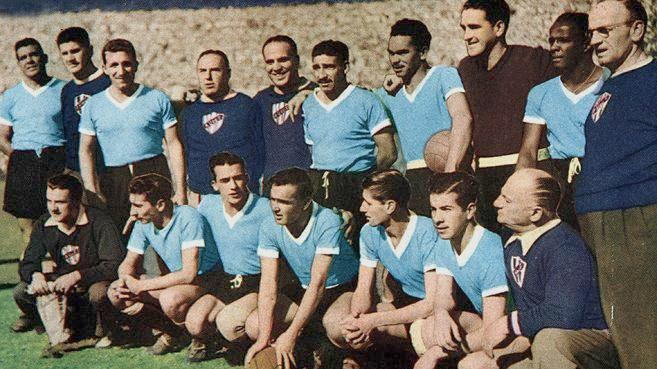
O Uruguai posando antes da partida decisiva contra o Brasil em 1950. Em pé, da esquerda para a direita, estão Varela, o técnico López, Tejera, dois membros da delegação, Gambetta, Matías González, Máspoli, Rodríguez Andrade e outro membro da delegação; agachados, entre outros dois delegados, estão Ghiggia, Julio Pérez, Míguez, Schiaffino e Morán.

Alguns anos depois do fim da Segunda Guerra Mundial, a FIFA resolveu escolher o Brasil como sede da edição de 1950.
Apesar dos títulos da Copa América e do Mundial de 1930, o Uruguai já não exibia a mesma força do período anterior à guerra e chegou desacreditado à Copa de 1950.
A Celeste Olímpica iniciou no Grupo 4 junto com a Bolívia e aplicou uma das maiores goleadas em Copas do Mundo; 8 a 0 nos bolivianos. Destaque para Míguez, que marcou 3 vezes.
No quadrangular final com Brasil, Suécia e Espanha, a celeste iniciou empatando com a Espanha por 2 a 2; gols de Ghiggia e Obdulio Varela. Já na segunda partida contra a Suécia, venceu por 3 a 2 a Seleção da Suécia com 2 gols de Míguez e um de Ghiggia. A última partida era contra a badalada Seleção Brasileira, que havia vencido as suas duas partidas no quadrangular com goleadas de 7 a 1 na Suécia e 6 a 1 na Espanha. o Uruguai precisaria vencer o Brasil por qualquer placar e o Brasil precisava apenas de um empate.
Na partida, o Brasil iniciou vencendo com gol de Friaça, mas o Uruguai empatou com Schiaffino e virou com Ghiggia. O silêncio tomou conta do Maracanã às 16 horas e 50 minutos do dia 16 de julho. Desolados, os quase 200 mil torcedores demoraram mais de meia hora para deixar o estádio. O time brasileiro fez trinta lances a gol (dezessete no primeiro tempo e treze no segundo). Os jogadores cometeram quase o dobro de faltas, um total de 21, contra apenas onze do Uruguai.
Jules Rimet não conseguiu entregar a taça e decidiu se retirar. Mas logo depois voltou e Obdulio Varela recebeu a taça. Rimet disse: "Estou feliz pela vitória que vocês acabam de conquistar. Cheia de mérito, sobretudo por ter sido inesperada. Com minhas felicitações".

#### Copa do Mundo de 1954 - Uruguai semifinalista
Quatro anos depois de conquistar o Bi, a celeste voltou a disputar uma Copa do Mundo, desta vez na Suíça. Pegou o Grupo 3 da Áustria, Tchecoslováquia e Escócia. Venceu a Tchecoslováquia por 2 a 0 e a Escócia por 7 a 0. Nas quartas enfrentou a Inglaterra e goleou por 4 a 2 passando para a semifinais para enfrentar a Hungria e acabou sendo goleada pelo mesmo placar que havia feito no jogo com a Inglaterra, 4 a 2.

#### Mais três títulos da Copa América
Em 1956, a celeste voltou a conquistar um título e seria o 9º da Copa América, novamente em casa após vencer do Chile. Na Copa do Mundo FIFA de 1958, o Uruguai não se classificou. Já um ano depois em 1959 na Copa América do Equador, venceu novamente os Argentinos por 5 a 0 e levou o 10º título. Até o momento o Uruguai era o maior campeão do torneio.

#### Copa do Mundo de 1970- Uruguai semifinalista
O Uruguai iniciou a competição no México no Grupo 2 junto com Itália, Suécia e Israel. Venceu Israel por 2 a 0 na primeira partida com gols de Maneiro e Mujica. Na segunda partida empatou por 0 a 0 com a Itália e na terceira perdeu para a Suécia por 1 a 0. Mesmo assim se classificou em 2º do grupo. Nas quartas enfrentou a antiga União Soviética e venceu por 1 a 0 com gol de Espárrago na prorrogação.
Nas semifinais enfrentaria o Brasil, considerado por muitos uma das melhores seleções que já existiu. Assim o Brasil continuou em Guadalajara, local do jogo da semifinal, e o Uruguai teve que viajar até a cidade. O Brasil de Pelé, Rivelino e Jairzinho venceu o Uruguai por 3 a 1 de virada após o Uruguai iniciar vencendo com gol de Cubilla. Ainda na disputa do 3º lugar, já abalados a celeste perdeu para a Alemanha Ocidental por 1 a 0.

### 1970-2010: Ostracismo

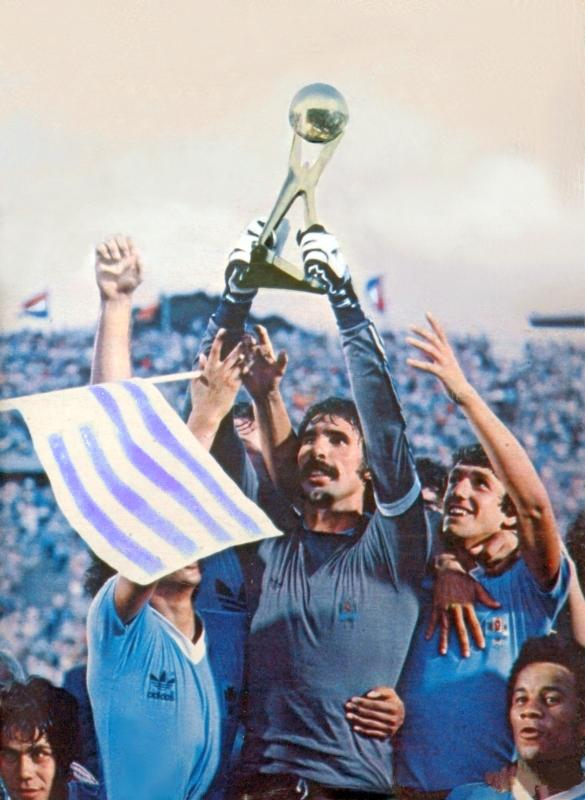
O goleiro Rodolfo Rodríguez ergue a taça do Mundialito de 1980.

#### Três Copas Américas, Mundialito, Jogos Pan-americanos e um Uruguai adormecido em Copas
Depois de 1970, o Uruguai ficou 10 anos sem ganhar nenhum título, tabu que foi quebrado em 1980 após a celeste conquistar o Mundialito vencendo o Brasil na final por 2 a 1. O Mundialito foi o campeonato mundial de seleções de futebol campeãs do mundo organizado pela FIFA cada 50 anos e sediado o primeiro no Uruguai. Waldemar Victorino foi o artilheiro da competição com 3 gols e Rubén Paz, o melhor jogador. Três anos depois o Uruguai conquistaria a Copa América em cima do Brasil vencendo a primeira partida por 2 a 0 e empatando a segunda.
4 anos depois conquistaria o bicampeonato, em cima do Chile vencendo por 1 a 0. o Uruguai conquistaria o seu 14º título em 1995, em casa, após empatar com o Brasil em 1 a 1 no tempo normal e vencer por 5 a 3 nas penalidades.
Conquistou a medalha de ouro nos Jogos Pan-americanos de 1983.
Já em Copas do Mundo o Uruguai realizava fracas campanhas. Em 1974 foi eliminado logo na primeira fase, sem vencer nenhum jogo. Em 1978 e em 1982 nem se classificaram. Em 1986 no México parou nas oitavas para a Argentina por 1 a 0. Em 1990, também ficou nas oitavas, perdendo para a Itália por 2 a 0. Em 1994 e 1998 não se classificaram. Em 2002 a equipe ficou na primeira fase após empatar o último jogo contra Senegal por 3 a 3. E em 2006 a seleção sequer se classificou.

### 2010-presente: Renascimento

#### Uruguai semifinalista em 2010 e uma nova boa fase

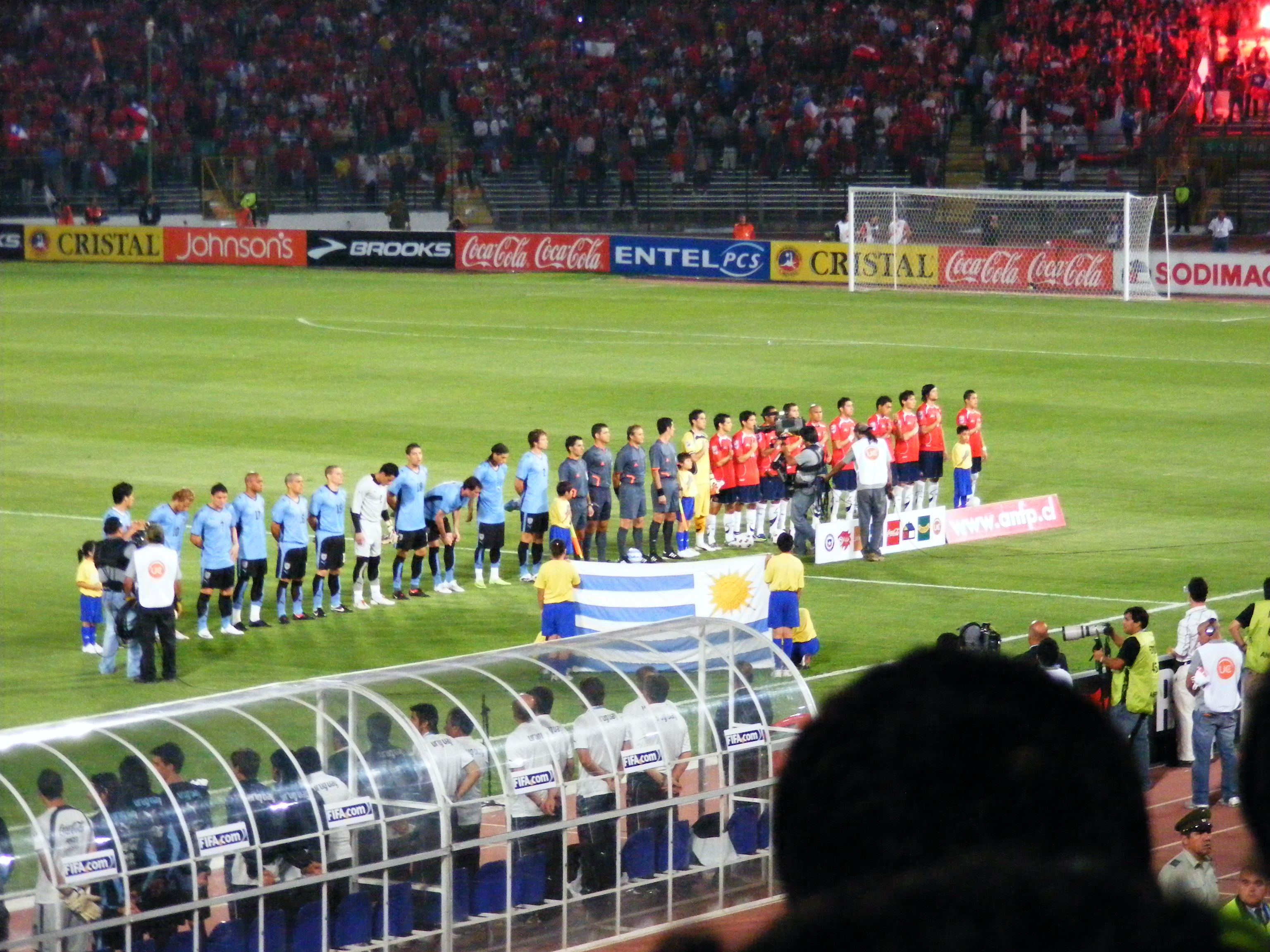
Seleção Uruguaia semifinalista da Copa do Mundo FIFA de 2010.

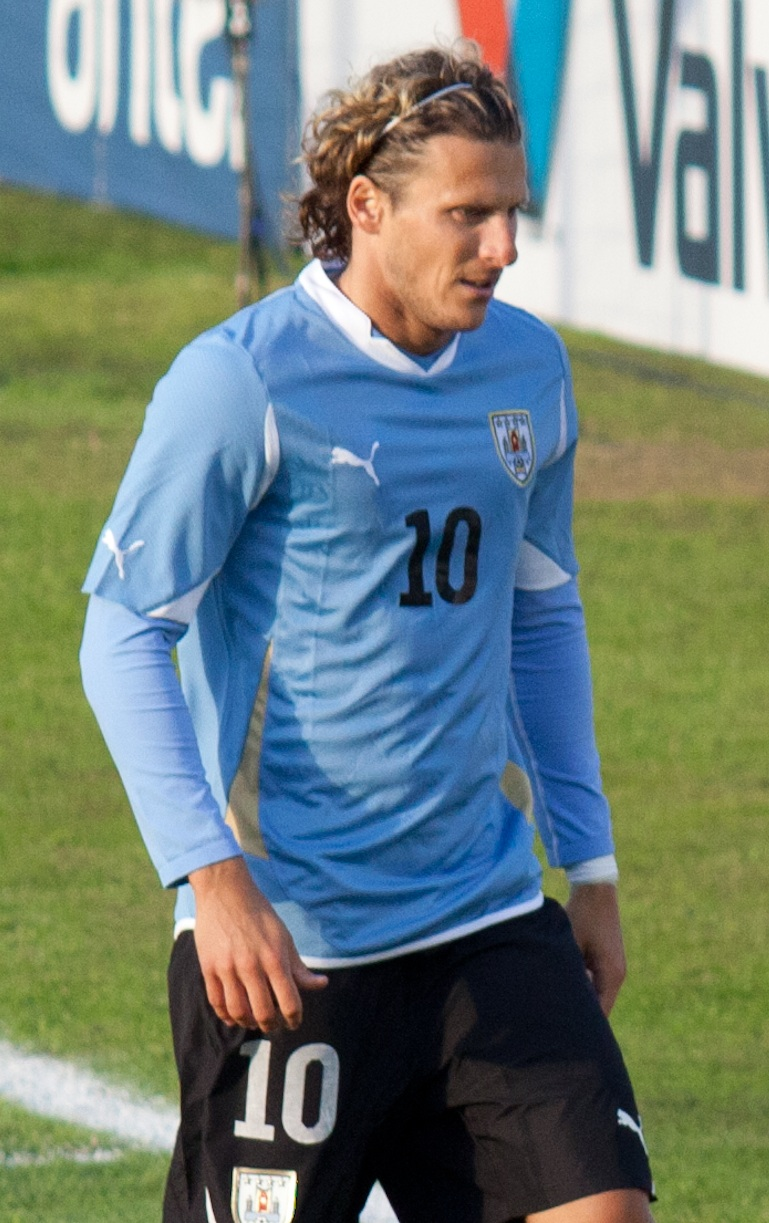
Diego Forlán, recordista de participações e então recordista de gols pela Seleção, foi o craque da Copa de 2010.

Em 2010, o Uruguai classificou-se para jogar a Copa do Mundo da África do Sul na repescagem, após vencer a Costa Rica por 1 a 0 e empatar em casa por 1 a 1. O Grupo que o Uruguai ficaria na Copa de 2010 seria o A, junto com a França, México e os anfitriões da África do Sul. Empatou a 1ª partida contra a França em 0 a 0. Já na segunda aplicou uma goleada de 3 a 0 na África do Sul, com dois gols de Diego Forlán e um de Álvaro Pereira. E na última partida da fase de grupos, venceu o México por 1 a 0 com gol de Luis Suárez.
Já nas oitavas de final jogou com a Coreia do Sul. Iniciou vencendo com gol de Luis Suárez, mas deixou a Coreia do Sul empatar e faltando 10 minutos para acabar o jogo, Luis Suárez marcou de novo e colocou o Uruguai nas quartas de final para enfrentar Gana. Nessa partida contra Gana (considerada a mais emocionante da Copa) o Uruguai saiu perdendo por 1 a 0, contudo Diego Forlán marcou de falta e colocou o Uruguai de volta ao jogo, que terminou empatado. Após os 30 minutos de prorrogação empatado, Muslera sai errado numa confusão na área aos 120 minutos do jogo, o jogador Ganês cabeceia com o gol vazio, então o atacante Luis Suárez defende a bola com a mão e é expulso. Asamoah Gyan desperdiçou o pênalti que poderia ter classificado Gana no último minuto de jogo. As câmeras da FIFA capturaram uma imagem de Luís Suares desesperado no vestiário após sua expulsão, mostrando apreensão, e comemorando como se fosse um gol após saber que Gana perdeu o pênalti. Logo depois o Uruguai ganharia nas penalidades com o El Loco Abreu fazendo o último gol e classificando a celeste para uma semifinal de Copa do Mundo, o que não acontecia desde 1970.
Nas semifinais, o Uruguai enfrentaria o ótimo time da Holanda. Iniciou perdendo após um grande golo de Van Bronckhorst, mas Diego Forlán novamente colocou o Uruguai no jogo. Só que Sneijder em posição de impedimento e Robben decretaram o adeus da celeste. Maxi Pereira ainda descontou aos 92 minutos.
Na disputa do 3º lugar, Uruguai enfrentou a seleção considerada favorita para ganhar a Copa, seria a Alemanha que após golear a Inglaterra por 4 a 1 e a Argentina por 4 a 0, caiu diante da Espanha por 1 a 0. Mais uma vez o Uruguai mostrou a força do futebol uruguaio contra a Alemanha, e esteve até vencendo o jogo por 2 a 1 com gols de Edinson Cavani e Diego Forlán, mas a qualidade da equipe alemã fez diferença e acabou virando de novo o jogo por 3 a 2. No final da partida aos 92 minutos, Forlán acertou um chute no travessão e impediu a reação uruguaia. E para fechar o bom desempenho da celeste na copa, Forlán foi eleito pela FIFA como o melhor jogador da competição, feito este que apenas alguns jogadores sul-americanos conseguiram.
Em 2011, após uma 1° fase não tão boa, tendo empatado duas vezes com Peru e Chile, e ganhado de seleção sub-23 do México por 1 a 0 e terminando em 2° lugar no grupo, a Celeste iria consagrar sua volta ao cenário do futebol mundial eliminando a Argentina na Copa América em partida válida pelas quartas de finais, em pleno estádio Cemitério dos Elefantes, localizado na Argentina. O jogo foi 1-1 no tempo normal, e continuou assim na prorrogação. A partida foi para a disputa de penalidades máximas, e terminou em 5-4 para o Uruguai, depois de Carlitos Tévez, chamado na Argentina de "jogador do povo", perder um pênalti. O goleiro do Uruguai, Fernando Muslera, argentino de nascimento, foi o grande nome da partida. Depois a Celeste enfrentou a Seleção Peruana, que passou pela Seleção Colombiana nas quartas, pelas semifinais. Num jogo morno e sem muita emoção, fez 2 a 0 com dois gols de Luis Suárez no segundo tempo. O placar terminou assim e o Uruguai foi para a final. A final foi disputada no dia 24 de julho e o adversário da celeste foi o Paraguai que chegou à final graças a sua sólida defesa e bons resultados nas disputas de pênalti (nas quartas eliminara o Brasil após empate em 0 a 0),mas a celeste não tomou conhecimento do adversário e o Uruguai sagrou-se campeão pela 15ª vez ao golear os paraguaios por 3 a 0, com dois gols de Forlán e um de Suárez.
Após uma ausência de 12 anos (a última vez havia sido em 1999), o Uruguai voltou a disputar o torneio de futebol dos Jogos Pan-Americanos. Nos Jogos Pan-Americanos de 2011, disputados em Guadalajara, no México, obteve a medalha de bronze ao vencer a Costa Rica por 2 a 1.
Depois de 32 anos, o Uruguai volta a ganhar a medalha de ouro nos Jogos Pan-Americanos. Nos Jogos Pan-Americanos de 2015, disputados em Toronto, no Canadá, o Uruguai sagrou-se campeão ao derrotar o México por 1 a 0, gol de Brian Lozano.

#### O retorno aos Jogos Olímpicos em 2012 e a Copa das Confederações de 2013
Com o vice-campeonato no Campeonato Sul-Americano de Futebol Sub-20 de 2011, o Uruguai se classificou para os Jogos Olímpicos de 2012, com sede em Londres, Inglaterra, algo que não ocorria desde o título dos Jogos Olímpicos de 1928. No Torneio Olímpico de de Futebol de 2012, o Uruguai teve uma vitória e duas derrotas sendo eliminado ainda na fase de grupos.
Em 2013 foi a vez da Copa das Confederações FIFA de 2013, disputada no Brasil. A Seleção Uruguaia. classificada como campeã sul-americana, figurou no Grupo B, ao lado da então campeã mundial Espanha, da campeã africana, Nigéria e do carismático e desconhecido, Taiti. Na estreia perdeu para a favorita Espanha, mas se recuperou e venceu a Nigéria e goleou o Taiti por 8 a 0 com o time reserva. Na semifinal o Uruguai enfrentou os donos da casa, o favorito, Brasil. Em uma partida bastante equilibrada, o Uruguai por pouco não venceu a partida, perdendo por 2 a 1, com gol decisivo do volante Paulinho nos minutos finais. Na partida o uruguaio Diego Forlán ainda desperdiçou um pênalti, defendido pelo goleiro Julio Cesar. Na disputa pelo terceiro lugar o Uruguai enfrentou a Itália, eliminada na semifinal pela favorita Espanha nos pênaltis. Em outra partida bastante equilibrada, Uruguai  e Itália empataram em 2 a 2. O atacante Edinson Cavani marcou os dois gols da Seleção Uruguaia, que acabou derrotada nos pênaltis e ficou com o 4° lugar da competição.

#### 2014: Oitavas

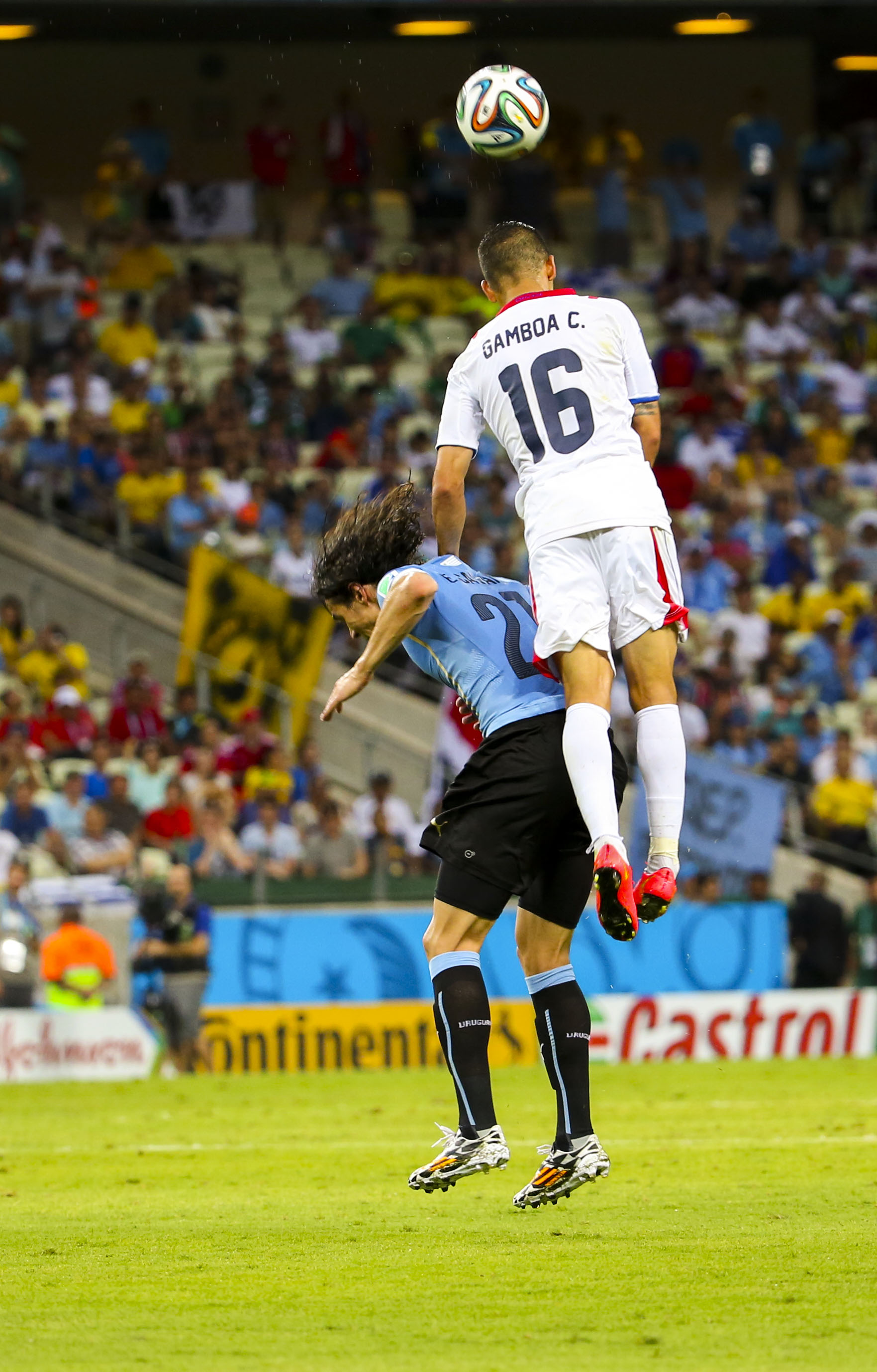
Uruguai X Costa Rica em 2014.

O Uruguai foi selecionado para o chamado "Grupo da morte", no qual estavam 3 campeões mundiais, Itália, Inglaterra e o Uruguai. Perdeu o primeiro jogo para a Costa Rica, para a surpresa de todos. No jogo seguinte, contra a Inglaterra, venceu por 2x1, com dois gols de Luis Suárez, considerado o principal jogador da equipe, no primeiro jogo do atacante uruguaio 27 dias após uma cirurgia no joelho esquerdo. O terceiro jogo, contra a Itália, seria decisivo; só a vitória interessava à seleção uruguaia, ao passo que um empate ou a derrota classificaria os italianos. Aos 34 minutos do segundo tempo, com a partida empatada em 0 a 0, Suárez colidiu com o italiano Giorgio Chiellini enquanto aguardava um cruzamento. Os replays mostraram que Suárez teria mordido o ombro do zagueiro italiano, a qual seria sua terceira agressão desse tipo. Entretanto, o juiz não viu a agressão e, apesar do protesto dos italianos (Chiellini tentou mostrar as marcas de mordida no ombro), não puniu Suárez. No lance seguinte, um escanteio para o Uruguai, Godín marcou o gol que daria a vitória por 1 a 0 e a vaga para as oitavas de final para a seleção uruguaia.
Após o jogo, houve muita discussão sobre o caso de Suárez, e no dia 27 de junho a FIFA expediu um comunicado dizendo que Suárez não poderia atuar por 9 partidas oficiais da FIFA e estaria afastado de qualquer atividade relacionada ao futebol por quatro meses. Sendo assim, Suárez não pôde mais atuar pela Celeste na Copa de 2014 e também estaria fora da Copa América de 2015.
Pelas oitavas de final, o Uruguai enfrentou a Colômbia, sendo eliminado em uma derrota por 2 a 0, com ambos os gols de James Rodríguez para a seleção colombiana.

#### Copa América no Chile em 2015
Na Copa América de 2015 a Celeste caiu no chamado Grupo da Morte, ao lado de Argentina, Paraguai e a desacreditada Jamaica. Na primeira rodada o Uruguai jogou mal, mas venceu a Jamaica por apenas 1 a 0, com gol de Cebola Rodríguez. Na segunda rodada derrota por 1 a 0 para os argentinos, e empate contra o Paraguai por 1 a 1 na terceira rodada, apesar de ter feito um jogo superior aos paraguaios. Com quatro pontos conquistados, o Uruguai se classificou como terceiro colocado de seu grupo. Nas quartas de final perdeu para os donos da casa por 1 a 0 e acabou eliminado.

#### 2018: Quartas de final na Rússia
Em março de 2018, como preparação com o disputa da Copa da China, onde enfrentou a Seleção da República Tcheca onde venceu por 2 a 0, o que lhe daria o acesso à final que disputou contra o País de Gales onde também venceu, desta vez por 1 a 0.
O Uruguai iniciou sua participação na Copa do Mundo no dia 15 de junho, com uma goleada vitória sobre a seleção egípcia por 1 a 0 com gol de José Giménez que converteu o gol da vitória aos 89 minutos de jogo. Na segunda rodada da fase de grupos, o Uruguai enfrentou Arábia Saudita, onde conseguiu a vitória com gol de Luis Suárez. Por fim, enfrentou a seleção local que foi motivada pelas vitórias contra Arábia Saudita e Egito (5 a 0 e 3 a 1 respectivamente), apesar disso, o Uruguai conseguiu vencer os donos da casa por 3 gols a 0, fechando assim sua participação na fase de grupos e classificação para as  oitavas de final com a classificação invicta. Depois de classificada como primeira do Grupo A, a seleção uruguaia teve que enfrentar a vice-liderança do Grupo B, que nesta edição foi  Portugal. Depois de um duro duelo entre uruguaios e portugueses, os sul-americanos levaram a vitória e foram às quartas de final ao vencer os lusos por 2 a 1, com dobradinha de Cavani. Nas quartas de final, o Uruguai enfrentou a seleção francesa, que havia acabado de ficar de fora a Argentina. Neste jogo, uma das estrelas do time uruguaio Edinson Cavani não pôde atuar, pois vinha com uma lesão após o jogo com Portugal que o obrigou a deixar o campo e não disputar a partida contra os franceses. Esta partida resultou na derrota uruguaia pelo placar de 2 a 0, um gol do zagueiro Raphaël Varane e outro do atacante Griezmann com a ajuda de uma inesperada movimentação de bola que deixou Fernando Muslera sem a devida reação. Desta forma, a equipe ficou com a quinta posição da tabela geral do campeonato.

## Estilo de Jogo
| “ | "Quando vê o exército, nenhum uruguaio sente que ali está a pátria. Em outras manifestações de vida social, também não. Mas quando está a seleção de futebol, sim, ali está o Uruguai. E se compra esse "pacote", digamos, dramatúrgico, de significação da nação, e, nesse momento, se sofre como se ao país estivesse acontecendo algo mais que a uma seleção de futebol." | ” |

O Uruguai vê no futebol o retrato da identidade de um povo valente. Por isso, a chamada "Escola Uruguaia de Futebol" é mundialmente conhecida por prezar a catimba, raça e aplicação tática. É o que explica o jornalista Fabio Salgueiro, do portal Terra. Para ele "a vontade e o desejo de superação estão no DNA dos uruguaios."
Segundo Luis Fernando Veríssimo: "os uruguaios recorrem a tudo que os distingue como raça para ganharem de um time melhor que o deles".

## Títulos
Seleção principal
| MUNDIAIS          | MUNDIAIS      | MUNDIAIS | MUNDIAIS                                                                                  |
|                   | Competição    | Vezes    | Ano                                                                                       |
| ----------------- | ------------- | -------- | ----------------------------------------------------------------------------------------- |
|                   | Copa do Mundo | 2        | 1930 e 1950                                                                               |
| INTERCONTINENTAIS |               |          |                                                                                           |
|                   | Competição    | Vezes    | Ano                                                                                       |
|                   | Mundialito    | 1        | 1980-81                                                                                   |
| CONTINENTAIS      |               |          |                                                                                           |
|                   | Competição    | Vezes    | Ano                                                                                       |
|                   | Copa América  | 15       | 1916, 1917, 1920, 1923, 1924, 1926, 1935, 1942, 1956, 1959, 1967, 1983, 1987, 1995 e 2011 |

Seleção olímpica
| EVENTOS MULTIESPORTIVOS | EVENTOS MULTIESPORTIVOS | EVENTOS MULTIESPORTIVOS | EVENTOS MULTIESPORTIVOS |
|                         | Competição              | Vezes                   | Ano                     |
| ----------------------- | ----------------------- | ----------------------- | ----------------------- |
|                         | Jogos Olímpicos         | 2                       | 1924 e 1928             |
|                         | Jogos Pan-Americanos    | 2                       | 1983 e 2015             |
|                         | Jogos Pan-Americanos    | 1                       | 2011                    |

Títulos amistosos
| TORNEIOS AMISTOSOS  | TORNEIOS AMISTOSOS         | TORNEIOS AMISTOSOS | TORNEIOS AMISTOSOS                                                |
|                     | Competição                 | Vezes              | Ano                                                               |
| ------------------- | -------------------------- | ------------------ | ----------------------------------------------------------------- |
| Argentina · Uruguai | Copa Lipton                | 11                 | 1905, 1910, 1911, 1912, 1919, 1922, 1923, 1927, 1929, 1957 e 1973 |
| Argentina           | Copa de Honra da Argentina | 2                  | 1908 e 1910                                                       |
| Uruguai             | Copa de Honra do Uruguai   | 7                  | 1911, 1912, 1913, 1918, 1919, 1920 e 1922                         |
| Argentina · Uruguai | Copa Newton                | 10                 | 1912, 1913, 1915, 1917, 1919, 1920, 1922, 1929, 1930 e 1968       |
| Argentina · Uruguai | Copa Círculo de la Prensa  | 1                  | 1919                                                              |
| Uruguai             | Copa Héctor Gómez          | 2                  | 1936 e 1940                                                       |
| Brasil · Uruguai    | Copa Rio Branco            | 4                  | 1940, 1946, 1948 e 1967                                           |
| Uruguai             | Copa Montevidéu            | 1                  | 2013                                                              |

Legenda
 Campeão invicto

## Campanhas
| Seleção Principal                 | Seleção Principal                                                                             | Seleção Principal                            | Seleção Principal                                               | Seleção Principal                |
| Torneio                           | Campeão                                                                                       | Vice-campeão                                 | Terceiro                                                        | Quarto                           |
| --------------------------------- | --------------------------------------------------------------------------------------------- | -------------------------------------------- | --------------------------------------------------------------- | -------------------------------- |
| Copa do Mundo                     | 2 (1930, 1950)                                                                                |                                              |                                                                 | 3 (1954, 1970, 2010)             |
| Copa das Confederações            |                                                                                               |                                              |                                                                 | 2 (1997, 2013)                   |
| Jogos Olímpicos                   | 2 (1) (1924, 1928)                                                                            |                                              |                                                                 |                                  |
| Copa América                      | 15 (1916, 1917, 1920, 1923, 1924, 1926, 1935, 1942, 1956, 1959, 1967, 1983, 1987, 1995, 2011) | 6 (1919, 1927, 1939, 1941, 1989, 1999)       | 10 (1921, 1922, 1929, 1937, 1947, 1953, 1957, 1975, 2004, 2024) | 5 (1945, 1946, 1955, 2001, 2007) |
| Campeonato Panamericano           |                                                                                               |                                              | 1 (1952)                                                        |                                  |
| Copa Intercontinental de Seleções |                                                                                               | 1 (1985)                                     |                                                                 |                                  |
| Seleção Juvenil                   |                                                                                               |                                              |                                                                 |                                  |
| Torneio                           | Campeão                                                                                       | Vice-campeão                                 | Terceiro                                                        | Quarto                           |
| Campeonato Mundial Sub-20         | 1 (2023)                                                                                      | 2 (1997, 2013)                               | 1 (1979)                                                        | 3 (1977, 1999, 2017)             |
| Campeonato Mundial Sub-17         |                                                                                               | 1 (2011)                                     |                                                                 |                                  |
| Campeonato Sul-Americano Sub-20   | 8 (1954, 1958, 1964, 1975, 1977, 1979, 1981, 2017)                                            | 7 (1971, 1974, 1983, 1992, 1999, 2011, 2023) | 6 (1991, 2007, 2009, 2013, 2015, 2019)                          | 3 (1985, 1987, 1997)             |
| Campeonato Sul-Americano Sub-17   |                                                                                               | 3 (1991, 2005, 2011)                         | 3 (1995, 1999, 2009)                                            | 2 (2003, 2013)                   |
| Campeonato Sul-Americano Sub-15   |                                                                                               | 2 (2007, 2015)                               |                                                                 | 3 (2004, 2009, 2011)             |
| Pré-Olímpico Sul-Americano Sub-23 |                                                                                               | 1 (1976)                                     | 4 (1968, 1992, 1996, 2020)                                      | 1 (2000)                         |
| Seleção Olímpica                  |                                                                                               |                                              |                                                                 |                                  |
| Torneio                           | Ouro                                                                                          | Prata                                        | Bronze                                                          |                                  |
| Jogos Pan-americanos              | 2 (1983, 2015)                                                                                |                                              | 1 (2011)                                                        |                                  |
| Jogos Sul-americanos              |                                                                                               | 1 (2018)                                     |                                                                 |                                  |
| Universíada                       |                                                                                               | 2 (1979, 1985)                               |                                                                 |                                  |

TOTAL: 30 títulos
Observação: Dessa forma, a Seleção Uruguaia de Futebol (juntando todas as categorias) é a terceira maior recordista de títulos de seleções no mundo (só ficando atrás das Seleções Argentina e Brasileira).

## Registro competitivo

A equipe que venceu a Copa do Mundo de 1930.

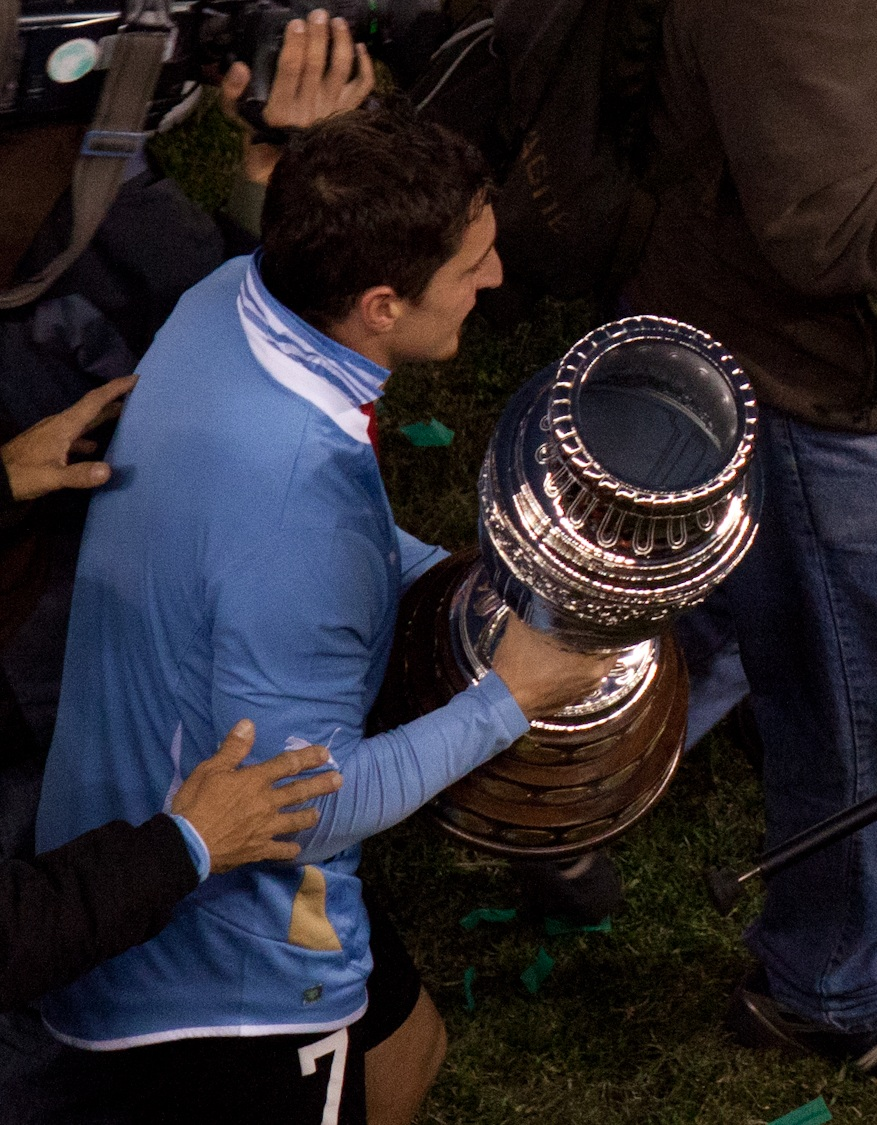
Cristian Rodríguez com o troféu da Copa América de 2011.

Segue-se abaixo o histórico do Uruguai quanto às competições nas quais o selecionado se fez presente.
| Desempenho na Copa do Mundo | Desempenho na Copa do Mundo | Desempenho na Copa do Mundo | Desempenho na Copa do Mundo | Desempenho na Copa do Mundo | Desempenho na Copa do Mundo | Desempenho na Copa do Mundo | Desempenho na Copa do Mundo | Desempenho na Copa do Mundo |
| Total: 2 Títulos            | Total: 2 Títulos            | Total: 2 Títulos            | Total: 2 Títulos            | Total: 2 Títulos            | Total: 2 Títulos            | Total: 2 Títulos            | Total: 2 Títulos            | Total: 2 Títulos            |
| Ano                         | Fase                        | Posição                     | Jogos                       | Vitórias                    | Empates                     | Derrotas                    | Gols Pró                    | Gols Contra                 |
| --------------------------- | --------------------------- | --------------------------- | --------------------------- | --------------------------- | --------------------------- | --------------------------- | --------------------------- | --------------------------- |
| 1930                        | Campeão                     | 1º de 13                    | 4                           | 4                           | 0                           | 0                           | 15                          | 3                           |
| 1934                        | Não participou              | Não participou              | Não participou              | Não participou              | Não participou              | Não participou              | Não participou              | Não participou              |
| 1938                        | Não participou              | Não participou              | Não participou              | Não participou              | Não participou              | Não participou              | Não participou              | Não participou              |
| 1950                        | Campeão                     | 1º de 13                    | 4                           | 3                           | 1                           | 0                           | 15                          | 5                           |
| 1954                        | Semifinais                  | 4º de 16                    | 5                           | 3                           | 0                           | 2                           | 16                          | 9                           |
| 1958                        | Não participou              | Não participou              | Não participou              | Não participou              | Não participou              | Não participou              | Não participou              | Não participou              |
| 1962                        | Fase de grupos              | 13º de 16                   | 3                           | 1                           | 0                           | 2                           | 4                           | 6                           |
| 1966                        | Quartas de final            | 7º de 16                    | 4                           | 1                           | 2                           | 1                           | 2                           | 5                           |
| 1970                        | Semifinais                  | 4º de 16                    | 6                           | 2                           | 1                           | 3                           | 4                           | 5                           |
| 1974                        | Fase de grupos              | 13º de 16                   | 3                           | 0                           | 1                           | 2                           | 1                           | 6                           |
| 1978                        | Não participou              | Não participou              | Não participou              | Não participou              | Não participou              | Não participou              | Não participou              | Não participou              |
| 1982                        | Não participou              | Não participou              | Não participou              | Não participou              | Não participou              | Não participou              | Não participou              | Não participou              |
| 1986                        | Oitavas de final            | 16º de 24                   | 4                           | 0                           | 2                           | 2                           | 2                           | 8                           |
| 1990                        | Oitavas de final            | 16º de 24                   | 4                           | 1                           | 1                           | 2                           | 2                           | 5                           |
| 1994                        | Não participou              | Não participou              | Não participou              | Não participou              | Não participou              | Não participou              | Não participou              | Não participou              |
| 1998                        | Não participou              | Não participou              | Não participou              | Não participou              | Não participou              | Não participou              | Não participou              | Não participou              |
| /2002                       | Fase de Grupos              | 26º de 32                   | 3                           | 0                           | 2                           | 1                           | 4                           | 5                           |
| 2006                        | Não participou              | Não participou              | Não participou              | Não participou              | Não participou              | Não participou              | Não participou              | Não participou              |
| 2010                        | Semifinais                  | 4º de 32                    | 7                           | 3                           | 2                           | 2                           | 11                          | 8                           |
| 2014                        | Oitavas de final            | 12º de 32                   | 4                           | 2                           | 0                           | 2                           | 4                           | 6                           |
| 2018                        | Quartas de final            | 5º de 32                    | 5                           | 4                           | 0                           | 1                           | 7                           | 3                           |
| 2022                        | Fase de grupos              | 20º de 32                   | 3                           | 1                           | 1                           | 1                           | 2                           | 2                           |
| TOTAL                       | 14/22                       | 2 Títulos                   | 59                          | 25                          | 13                          | 21                          | 89                          | 76                          |

| Desempenho na Copa das Confederações | Desempenho na Copa das Confederações | Desempenho na Copa das Confederações | Desempenho na Copa das Confederações | Desempenho na Copa das Confederações | Desempenho na Copa das Confederações | Desempenho na Copa das Confederações | Desempenho na Copa das Confederações | Desempenho na Copa das Confederações |
| Total: 0 Títulos                     | Total: 0 Títulos                     | Total: 0 Títulos                     | Total: 0 Títulos                     | Total: 0 Títulos                     | Total: 0 Títulos                     | Total: 0 Títulos                     | Total: 0 Títulos                     | Total: 0 Títulos                     |
| Ano                                  | Fase                                 | Posição                              | Jogos                                | Vitórias                             | Empates                              | Derrotas                             | Gols Pró                             | Gols Contra                          |
| ------------------------------------ | ------------------------------------ | ------------------------------------ | ------------------------------------ | ------------------------------------ | ------------------------------------ | ------------------------------------ | ------------------------------------ | ------------------------------------ |
| 1992                                 | Não participou                       | Não participou                       | Não participou                       | Não participou                       | Não participou                       | Não participou                       | Não participou                       | Não participou                       |
| 1995                                 | Não participou                       | Não participou                       | Não participou                       | Não participou                       | Não participou                       | Não participou                       | Não participou                       | Não participou                       |
| 1997                                 | Semifinais                           | 4º de 8                              | 5                                    | 3                                    | 0                                    | 2                                    | 8                                    | 6                                    |
| 1999                                 | Não participou                       | Não participou                       | Não participou                       | Não participou                       | Não participou                       | Não participou                       | Não participou                       | Não participou                       |
| 2001                                 | Não participou                       | Não participou                       | Não participou                       | Não participou                       | Não participou                       | Não participou                       | Não participou                       | Não participou                       |
| 2003                                 | Não participou                       | Não participou                       | Não participou                       | Não participou                       | Não participou                       | Não participou                       | Não participou                       | Não participou                       |
| 2005                                 | Não participou                       | Não participou                       | Não participou                       | Não participou                       | Não participou                       | Não participou                       | Não participou                       | Não participou                       |
| 2009                                 | Não participou                       | Não participou                       | Não participou                       | Não participou                       | Não participou                       | Não participou                       | Não participou                       | Não participou                       |
| 2013                                 | Semifinais                           | 4º de 8                              | 5                                    | 2                                    | 1                                    | 2                                    | 14                                   | 7                                    |
| 2017                                 | Não participou                       | Não participou                       | Não participou                       | Não participou                       | Não participou                       | Não participou                       | Não participou                       | Não participou                       |
| TOTAL                                | 2/10                                 | 0 Títulos                            | 10                                   | 5                                    | 1                                    | 4                                    | 22                                   | 13                                   |

| Desempenho na Copa América | Desempenho na Copa América | Desempenho na Copa América | Desempenho na Copa América | Desempenho na Copa América | Desempenho na Copa América | Desempenho na Copa América | Desempenho na Copa América | Desempenho na Copa América |
| Total: 15 Títulos          | Total: 15 Títulos          | Total: 15 Títulos          | Total: 15 Títulos          | Total: 15 Títulos          | Total: 15 Títulos          | Total: 15 Títulos          | Total: 15 Títulos          | Total: 15 Títulos          |
| Ano                        | Fase                       | Posição                    | Jogos                      | Vitórias                   | Empates                    | Derrotas                   | Gols Pró                   | Gols Contra                |
| -------------------------- | -------------------------- | -------------------------- | -------------------------- | -------------------------- | -------------------------- | -------------------------- | -------------------------- | -------------------------- |
| 1916                       | Campeão                    | 1º de 4                    | 3                          | 2                          | 1                          | 0                          | 06                         | 01                         |
| 1917                       | Campeão                    | 1º de 4                    | 3                          | 3                          | 0                          | 0                          | 09                         | 0                          |
| 1919                       | Vice-campeão               | 2º de 4                    | 3                          | 2                          | 1                          | 0                          | 07                         | 04                         |
| 1920                       | Campeão                    | 1º de 4                    | 3                          | 2                          | 1                          | 0                          | 09                         | 02                         |
| 1921                       | Liga                       | 3º de 4                    | 3                          | 1                          | 0                          | 2                          | 03                         | 04                         |
| 1922                       | Liga                       | 3º de 5                    | 4                          | 2                          | 1                          | 1                          | 03                         | 01                         |
| 1923                       | Campeão                    | 1º de 4                    | 3                          | 3                          | 0                          | 0                          | 06                         | 01                         |
| 1924                       | Campeão                    | 1º de 4                    | 3                          | 2                          | 1                          | 0                          | 08                         | 01                         |
| 1925                       | Não participou             | Não participou             | Não participou             | Não participou             | Não participou             | Não participou             | Não participou             | Não participou             |
| 1926                       | Campeão                    | 1º de 5                    | 4                          | 4                          | 0                          | 0                          | 17                         | 02                         |
| 1929                       | Liga                       | 3º de 4                    | 3                          | 1                          | 0                          | 2                          | 04                         | 06                         |
| 1935                       | Campeão                    | 1º de 4                    | 3                          | 3                          | 0                          | 0                          | 06                         | 01                         |
| 1937                       | Liga                       | 3º de 6                    | 5                          | 2                          | 0                          | 3                          | 11                         | 14                         |
| 1939                       | Vice-campeão               | 2º de 5                    | 4                          | 3                          | 0                          | 1                          | 13                         | 05                         |
| 1941                       | Vice-campeão               | 2º de 5                    | 4                          | 3                          | 0                          | 1                          | 10                         | 01                         |
| 1942                       | Campeão                    | 1º de 7                    | 6                          | 6                          | 0                          | 0                          | 21                         | 02                         |
| 1945                       | Liga                       | 4º de 7                    | 6                          | 3                          | 0                          | 3                          | 14                         | 06                         |
| 1946                       | Liga                       | 4º de 6                    | 5                          | 2                          | 0                          | 3                          | 11                         | 09                         |
| 1947                       | Liga                       | 3º de 8                    | 7                          | 5                          | 0                          | 2                          | 21                         | 08                         |
| 1949                       | Liga                       | 6º de 8                    | 7                          | 2                          | 1                          | 4                          | 14                         | 20                         |
| 1953                       | Liga                       | 3º de 7                    | 6                          | 3                          | 1                          | 2                          | 15                         | 06                         |
| 1955                       | Liga                       | 4º de 6                    | 5                          | 2                          | 1                          | 2                          | 12                         | 12                         |
| 1956                       | Campeão                    | 1º de 6                    | 5                          | 4                          | 1                          | 0                          | 09                         | 03                         |
| 1957                       | Terceiro lugar             | 3º de 7                    | 6                          | 4                          | 0                          | 2                          | 15                         | 12                         |
| 1959                       | Fase única                 | 6º de 7                    | 6                          | 2                          | 0                          | 4                          | 15                         | 14                         |
| 1959                       | Campeão                    | 1º de 5                    | 4                          | 3                          | 1                          | 0                          | 13                         | 01                         |
| 1963                       | Não participou             | Não participou             | Não participou             | Não participou             | Não participou             | Não participou             | Não participou             | Não participou             |
| 1967                       | Campeão                    | 1º de 6                    | 5                          | 4                          | 1                          | 0                          | 13                         | 02                         |
| 1975                       | Semifinais                 | 4º de 10                   | 2                          | 1                          | 0                          | 1                          | 1                          | 3                          |
| 1979                       | Fase de grupos             | 6º de 10                   | 4                          | 1                          | 2                          | 1                          | 5                          | 5                          |
| 1983                       | Campeão                    | 1º de 10                   | 8                          | 5                          | 2                          | 1                          | 12                         | 6                          |
| 1987                       | Campeão                    | 1º de 10                   | 2                          | 2                          | 0                          | 0                          | 2                          | 0                          |
| 1989                       | Vice-campeão               | 2º de 10                   | 7                          | 4                          | 0                          | 3                          | 11                         | 3                          |
| 1991                       | Fase de grupos             | 5º de 10                   | 4                          | 1                          | 3                          | 0                          | 4                          | 3                          |
| 1993                       | Quartas de final           | 6º de 12                   | 4                          | 1                          | 2                          | 1                          | 5                          | 5                          |
| 1995                       | Campeão                    | 1º de 12                   | 6                          | 4                          | 2                          | 0                          | 11                         | 4                          |
| 1997                       | Fase de grupos             | 9º de 12                   | 3                          | 1                          | 0                          | 2                          | 2                          | 2                          |
| 1999                       | Vice-campeão               | 2º de 12                   | 6                          | 1                          | 2                          | 3                          | 4                          | 9                          |
| 2001                       | Semifinais                 | 4º de 12                   | 6                          | 2                          | 2                          | 2                          | 7                          | 7                          |
| 2004                       | Semifinais                 | 3º de 12                   | 6                          | 3                          | 2                          | 1                          | 12                         | 10                         |
| 2007                       | Semifinais                 | 4º de 12                   | 6                          | 2                          | 2                          | 2                          | 8                          | 9                          |
| 2011                       | Campeão                    | 1º de 12                   | 6                          | 3                          | 3                          | 0                          | 9                          | 3                          |
| 2015                       | Quartas de final           | 7º de 12                   | 4                          | 1                          | 1                          | 2                          | 2                          | 3                          |
| 2016                       | Fase de grupos             | 11º de 16                  | 3                          | 1                          | 0                          | 2                          | 4                          | 4                          |
| 2019                       | Quartas de final           | 6º de 12                   | 4                          | 2                          | 2                          | 0                          | 7                          | 2                          |
| 2021                       | Quartas de final           | 5º de 10                   | 5                          | 2                          | 2                          | 1                          | 4                          | 2                          |
| 2024                       | Semifinais                 | 3º de 16                   | 6                          | 3                          | 2                          | 1                          | 11                         | 4                          |
| Total                      | 46/48                      | 15 Títulos                 | 212                        | 115                        | 40                         | 57                         | 421                        | 226                        |

     Campeão
     Vice-campeão
     Terceiro colocado
     Quarto colocado

## Jogadores

### Com mais participações
- Última atualização: 13 de julho 2024.

| #  | Jogador                     | Período   | Jogos | Gols |
| -- | --------------------------- | --------- | ----- | ---- |
| 1  | Diego Godín                 | 2005-     | 161   | 8    |
| 2  | Luis Suárez                 | 2007–     | 143   | 69   |
| 3  | Edinson Cavani              | 2007–2024 | 136   | 58   |
| 4  | Fernando Muslera (goleiro)  | 2009–2024 | 133   | 0    |
| 5  | Maxi Pereira                | 2005–2018 | 125   | 3    |
| 6  | Martín Cáceres              | 2007–     | 116   | 4    |
| 7  | Diego Forlán                | 2002–2014 | 112   | 36   |
| 8  | Cristian Rodríguez          | 2003–2018 | 110   | 11   |
| 9  | Diego Lugano                | 2005–2014 | 95    | 9    |
| 10 | José Giménez                | 2013–     | 89    | 8    |
| 11 | Egidio Arévalo Ríos         | 2006–2017 | 89    | 0    |
| 12 | Diego Pérez                 | 2001–2014 | 88    | 2    |
| 13 | Álvaro Pereira              | 2008–2016 | 83    | 7    |
| 14 | Rodolfo Rodríguez (goleiro) | 1976–1986 | 78    | 0    |

### Com mais gols
- Última atualização: 13 de julho de 2024.

| # | Jogador                 | Período   | Gols | Jogos | Média |
| - | ----------------------- | --------- | ---- | ----- | ----- |
| 1 | Luis Suárez             | 2007–     | 69   | 142   | 0,49  |
| 2 | Edinson Cavani          | 2007–2024 | 58   | 136   | 0,43  |
| 3 | Diego Forlán            | 2002–2014 | 36   | 112   | 0,32  |
| 4 | Héctor Scarone          | 1917–1930 | 31   | 52    | 0,60  |
| 5 | Ángel Romano            | 1911–1927 | 28   | 69    | 0,41  |
| 6 | Óscar Míguez            | 1950–1958 | 27   | 39    | 0,69  |
| 7 | Sebastián Abreu         | 1996–2012 | 26   | 70    | 0,37  |
| 8 | Pedro Petrone           | 1923–1930 | 24   | 29    | 0,83  |
| 9 | Fernando Morena         | 1971–1983 | 22   | 53    | 0,42  |
| 9 | Carlos Alberto Aguilera | 1982–1997 | 22   | 64    | 0,34  |

## Treinadores ao longo do tempo
| Período   | Treinador                     |
| --------- | ----------------------------- |
| 1916      | Jorge Pacheco Alfredo Foglino |
| 1917      | Ramón Platero                 |
| 1917—1918 | Julián Bértola                |
| 1919—1920 | Severino Castillo             |
| 1920—1922 | Ernesto Fígoli                |
| 1922—1923 | Pedro Olivieri                |
| 1923—1924 | Leonardo De Lucca             |
| 1924—1926 | Ernesto Meliante              |
| 1926      | Andrés Mazali Ernesto Fígoli  |
| 1927—1928 | Luis Grecco                   |
| 1928—1932 | Alberto Suppici               |
| 1932—1933 | Raúl Blanco                   |
| 1933—1941 | Alberto Supicci               |
| 1941—1942 | Pedro Cea                     |
| 1942—1945 | José Nasazzi                  |
| 1945—1946 | Aníbal Tejada                 |
| 1946      | Guzmán Vila Gomensoro         |

| Período   | Treinador            |
| --------- | -------------------- |
| 1946—1955 | Juan López           |
| 1955      | Juan Carlos Corazzo  |
| 1955—1957 | Hugo Bagnulo         |
| 1957—1959 | Juan López           |
| 1959      | Héctor Castro        |
| 1959—1961 | Juan Carlos Corazzo  |
| 1961—1962 | Enrique Fernández    |
| 1962—1964 | Juan Carlos Corazzo  |
| 1964—1965 | Rafael Milans        |
| 1965—1967 | Ondino Viera         |
| 1967—1969 | Enrique Fernández    |
| 1969—1970 | Juan Hohberg         |
| 1970—1973 | Hugo Bagnulo         |
| 1974—1974 | Roberto Porta        |
| 1974—1975 | Juan Schiaffino      |
| 1975—1977 | José María Rodríguez |
| 1977      | Juan Hohberg         |

| Período   | Treinador           |
| --------- | ------------------- |
| 1977—1979 | Raúl Bentancor      |
| 1979—1982 | Roque Máspoli       |
| 1982—1987 | Omar Borrás         |
| 1987—1988 | Roberto Fleitas     |
| 1988—1990 | Óscar Tabárez       |
| 1990—1993 | Luis Cubilla        |
| 1993—1994 | Ildo Maneiro        |
| 1994—1996 | Héctor Núñez        |
| 1996—1997 | Juan Ahuntchaín     |
| 1997—1998 | Roque Máspoli       |
| 1998—2000 | Víctor Púa          |
| 2000—2001 | Daniel Passarella   |
| 2001—2003 | Víctor Púa          |
| 2003—2004 | Juan Ramón Carrasco |
| 2004—2006 | Jorge Fossati       |
| 2006—2021 | Óscar Tabárez       |
| 2021—2022 | Diego Alonso        |
| 2023—     | Marcelo Bielsa      |

## Uniformes

### Uniformes dos jogadores
- 1º - Camisa azul celeste, calção e meias pretas;
- 2º - Camisa branca, calção e meias brancas.

| 1º Uniforme | 2º Uniforme |

### Uniformes dos goleiros
- Camisa verde limão, calção e meias verdes limão;
- Camisa grená, calção e meias grenás.

| Cores do Time · Cores do Time · Cores do Time · Cores do Time · Cores do Time | Cores do Time · Cores do Time · Cores do Time · Cores do Time · Cores do Time |

### Uniformes anteriores
- 2019

| Titular | Reserva | Alternativo |

- 2018

| Titular | Reserva | Alternativo |

- 2016-17

| Primeiro | Segundo |

- 2014-15

| Primeiro | Segundo |

- 2011-13

| Primeiro | Segundo | Conf. Cup |  |

- 2010-11

| Primeiro | Segundo | alternativo |

- 2008-09

| Primeiro | Segundo |

- 2006-07

| Primeiro | Segundo |

### Fornecedores de materiais esportivos
| Período   | Marca          |
| --------- | -------------- |
| 1974–1984 | Adidas         |
| 1984–1987 | Le Coq Sportif |
| 1987–1991 | Puma           |
| 1992–1998 | Ennerre (NR)   |
| 1999–2001 | Tenfield       |
| 2002–2004 | L-Sporto       |
| 2004–2006 | Uhlsport       |
| 2007–     | Puma           |
| 2024      | Marca própria  |
| 2024–     | Nike           |

## Dados
- Protagonizando o Clássico do Rio da Prata (também conhecido como Clássico do Atlântico),[31] Uruguai e Argentina detém a marca de maior número de partidas entre dois países, cujo histórico teve início em 1902.[32]
- A primeira partida entre uruguaios e argentinos foi, igualmente, o primeiro amistoso internacional (em caráter oficial) a ser disputado fora da Inglaterra. Antes disto, as seleções do Canadá e dos Estados Unidos disputaram dois amistosos em 1885 e 1886, mas ambas as partidas não foram oficializadas, uma vez que canadenses e norte-americanos não participaram de um amistoso oficial até 1904 e 1916, respectivamente.
- Com a não classificação para os Jogos de Pequim em 2008, o selecionado uruguaio completou oitenta anos sem disputar o torneio. Curiosamente, na última participação até então, em Amsterdã 1928, a equipe sul-americana havia conquistado o seu bicampeonato olímpico.[33]
- O Uruguai voltou a disputar os Jogos Olímpicos em Londres 2012, depois de oitenta e quatro anos de ausência.[34]
- Anteriormente, o uniforme reserva uruguaio esteve presente sob a coloração vermelha. Isto se explica pelo torneio sul-americano de 1935, ao qual a seleção utilizou uma camisa vermelha com calção branco para se diferenciar da Argentina, que adotava o branco e azul celeste. Porém, tal combinação de cores foi abandonada após o torneio, sendo adotando um uniforme branco como suplente, de forma que as camisas vermelhas só retornaram em 1993. Atualmente, o uniforme branco é definido como a terceira vestimenta do selecionado uruguaio.